# Aeroportul Tofino/Long Beach
Aeroportul Tofino/Long Beach (IATA: YAZ, ICAO: CYAZ) este un aeroport din Columbia Britanică, Canada ce deservește zona Tofino⁠(d). A fost numit după zona deservită.
Situat la o altitudine de 24 m, aeroportul dispune de o singură pistă.